# 南あわじ市立沼島小学校
南あわじ市立沼島小学校（みなみあわじしりつぬしましょうがっこう）は、兵庫県南あわじ市沼島にある市立小学校である。

## 概要
沼島にある小学校である。同一敷地内に南あわじ市立沼島中学校が併設されている小中一貫教育校である。沼島小学校では、島っこクラブという児童らによるグループ活動が行われている。また、太鼓演奏に取り組んでおり、学校行事だけでなく、校外の催し物にも演奏に出かけている。

## 沿革

### 経緯
南あわじ市立沼島小学校は、1874年、武島校として開校した。1955年、南淡町立沼島小学校となり、2005年、南淡町が合併により南あわじ市となり、それに伴い、南あわじ市立沼島小学校に改称した。

### 年表
- 1874年6月 - 沼島神宮寺を校舎にし、武島校として開校
- 1892年8月1日 - 沼島小学校と改称
- 1901年1月3日 - 校舎が設立される
- 1908年4月1日 - 高等科を併設
- 1955年4月29日 - 南淡町立沼島小学校に改称
- 2005年1月11日 - 南あわじ市発足により南あわじ市立沼島小学校に改称
- 2020年4月1日 小規模特認校制度を導入[3]

## 学校教育目標
ふるさとを愛し、こころ豊かに、かしこく、たくましく生きる沼島っ子の育成

## 学校行事
| - 4月 始業式・入学式 - 5月 和太鼓演奏 - 6月 | - 7月 終業式 - 8月 - 9月 始業式・沼島地区合同体育祭 | - 10月 小中PTA合同漁業体験 - 11月 - 12月 終業式 | - 1月 始業式 - 2月 マラソン大会 - 3月 終業式・卒業式 |

## 通学区域
沼島全域。小規模特認校制度により所定の手続きを経れば市内全域から通学可能である。全域で南あわじ市立沼島中学校（同一敷地内）の通学区域となる。

## 通学区域が隣接している学校
- 南あわじ市立阿万小学校 （海を挟んで隣接。）